# John Agyekum Kufuor
John Agyekum Kufuor, född 8 december 1938 i Kumasi, var Ghanas president 2001–2008. Han tillhör Nya patriotiska partiet (NPP).
Kufuor är en veteran i ghanansk politik. Han utbildade sig till jurist i Storbritannien, och var sedan medlem av nationalförsamlingen 1969-1972 och 1979. Efter Jerry Rawlings maktövertagande var han en kort tid inrikesminister, innan han gjorde karriär i näringslivet mellan 1980 och 1992. Han kandiderade till presidentposten redan 1996, men förlorade mot den sittande presidenten Rawlings. Vid presidentvalet 2000 vann han över Rawlings handplockade efterföljare John Atta Mills och installerades som president 2001. När Kufuor vann valet 2000 var det den första fredliga maktövergången sedan landet blev självständigt.
Kufuor återvaldes 2004, och avgick som president efter valet 2008, sedan han suttit de maximala två perioder som grundlagen tillåter. Han ersattes av John Atta Mills.

### Webbkällor
- ”John Agyekum Kufuor”. Store norske leksikon. http://snl.no/John_Agyekum_Kufuor. Läst 23 juni 2010.
- Utrikesdepartementet Arkiverad 6 september 2007 hämtat från the Wayback Machine.